# Sorex pacificus
Sorex pacificus es una especie de musaraña de la familia soricidae.

## Distribución geográfica
Es endémica del oeste de Oregón en los Estados Unidos.